# Мо, Джозеф Жасинто
Джозеф Жаси́нто Мо́ра (кат. Joseph Jacinto Mora; Джо Мо́ра, англ. Jo Mora; 22 октября 1876 года, Монтевидео, Уругвай — 10 октября 1947 года, Монтерей, Калифорния, США) — американский художник уругвайского происхождения, карикатурист, иллюстратор и ковбой, долго живший с индейским народом хопи и много писавший об этом опыте в Калифорнии. Является одним из первых латиноамериканцев-комиксистов.

## Биография
Джо Мора родился 22 октября 1876 года в Монтевидео, столице Уругвая. Его отец Доминго Мора был испанским скульптором и каталонцем по национальности, а его мать Лаура Гайяр (фр. Laura Gaillard) была родом из французского региона Бордо и была хорошо образована. Старший брат Джо, Франсис Луис Мора стал известным художником и первым испанским членом Национальной академии дизайна. Семья перебралась в США в 1880 году и первоначально поселилась в Нью-Йорке, а затем перебралась в Перт-Амбой, штат Нью-Джерси. Джо Мора обучался искусству в Лиге студентов-художников Нью-Йорка и в школе Коулз в Бостоне. Его педагогом также был американский художник Уильям Чейз. В Бостоне Мора работал карикатуристом в местной газете «Boston Evening Traveller», а затем в газете «Boston Herald».
Весной 1903 года Мора отправился в Калифорнию, в город Солванг. Он остановился на ранчо Донохью (англ. Donohue Ranch) и планировал отправиться на юго-запад, в места поселений индейского народа хопи, чтобы сделать рисунки и фотографии об их жизни. Мора некоторое время провёл в миссии Санта-Инес, фотографии оттуда ныне хранятся в Смитсоновском институте. Летом того же года он посетил множество испанских миссий в Калифорнии, передвигаясь верхом на лошади по дороге, известной как Эль-Камино-Реаль (исп. El Camino Real, Дорога царей).
С 1904 по 1906 год Джо Мора жил среди хопи и навахо в штате Аризона, около деревни Ораиби. С помощью детальных рисунков и фотографий он запечатлел повседневную жизнь индейцев, также изучая их языки.

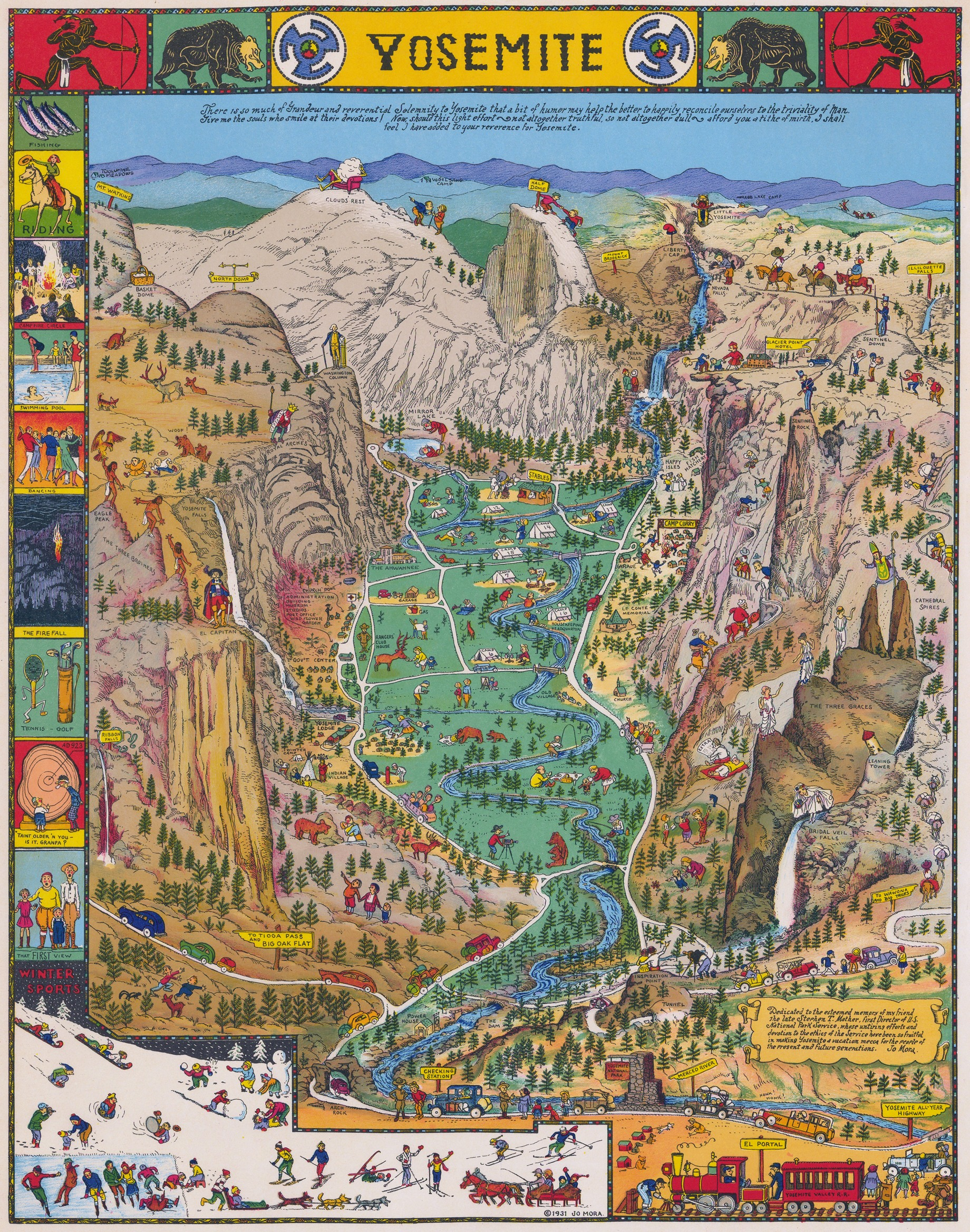
Карта Йосемитского парка кисти Джо Моры.

В 1907 году Мора вернулся в Калифорнию, где женился на Грейс Нидхэм (англ. Grace Needham). 8 марта 1908 года у супругов родился сын Джозеф Нидхэм-Мора (англ. Joseph Needham Mora). Семья перебралась в Сан-Хосе, где Джо продолжил свою работу. В 1915 году он был членом международного жюри на Панамо-Тихоокеанской международной выставке, где представил шесть своих скульптур. В 1915—1916 годах были представлены две его самые значительные скульптурные работы: бронзовая мемориальная доска с профилем покойного архиепископа Патрика У. Риордана и памятник Сервантесу в парке Золотые ворота в городе Сан-Франциско. В 1919 году Мора создавал скульптуры для Богемского клуба, в том числе мемориальную доску, посвящённую американскому писателю Брету Гарту, законченную в августе и установленную на внешней стороне здания частного мужского клуба в Сан-Франциско. В 1925 году Мора разработал дизайн для полдоллара, посвящённый 75-летию образования штата Калифорния. Начиная с 1937 года он также писал и иллюстрировал детские книги об американском Западе.
В 1921 году семья Моры перебралась в крупнейшую колонию художников на западном побережье США — местечко Кармел-бай-зе-Си. Там Джо Мора получил свой самый крупный заказ в карьере: ему поручили создать монументальный бронзовый и травертиновый саркофаг и алтарь для основателя католических миссий на территории современной Калифорнии, монаха-францисканца XVIII века Хуниперо Серры. Он был чрезвычайно активным участником городской жизни и служил в совете директоров Ассоциации искусств Кармел-бай-зе-Си, где его скульптуры выставлялись в 1927—1934 годах. Он основал первую частную художественную галерею в городе, которой управляли художники-резиденты В 1931 году Джозеф вместе с женой и дочерью Патрисией переехали в новый дом в близлежащем Пеббл-Биче. Пять лет спустя он закончил свою огромную диораму Discovery of the San Francisco Bay by Portola для Калифорнийского павильона на Всемирной выставке 1939—1940 годов. Композиция, состоящая из 64 скульптур испанцев и индейцев и более 200 животных «превзошла всё, что было на выставке».Для мемориального музея Уилла Роджерса в Клэрморе Джо Мора создал диорамы поменьше.
С 1908 года до конца своей жизни его скульптуры, иллюстрации, акварели и гравюры часто экспонировались по всей территории США. Джо Мора умер 10 октября 1947 года в Монтерее, штат Калифорния. Его последняя книга Californios, посвящённая жизни ранчо в Верхней Калифорнии, была опубликована посмертно и имела успех.

## Галерея

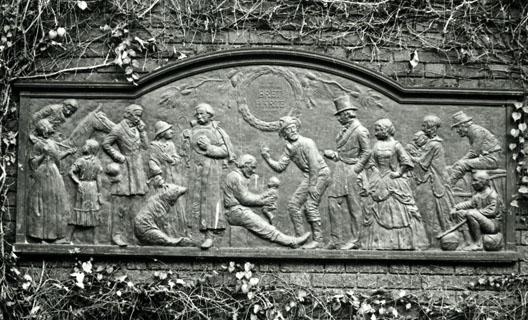
Памятная доска, посвящённая Брету Гарту, на здании Богемского клуба (Сан-Франциско), работа Джо Моры.
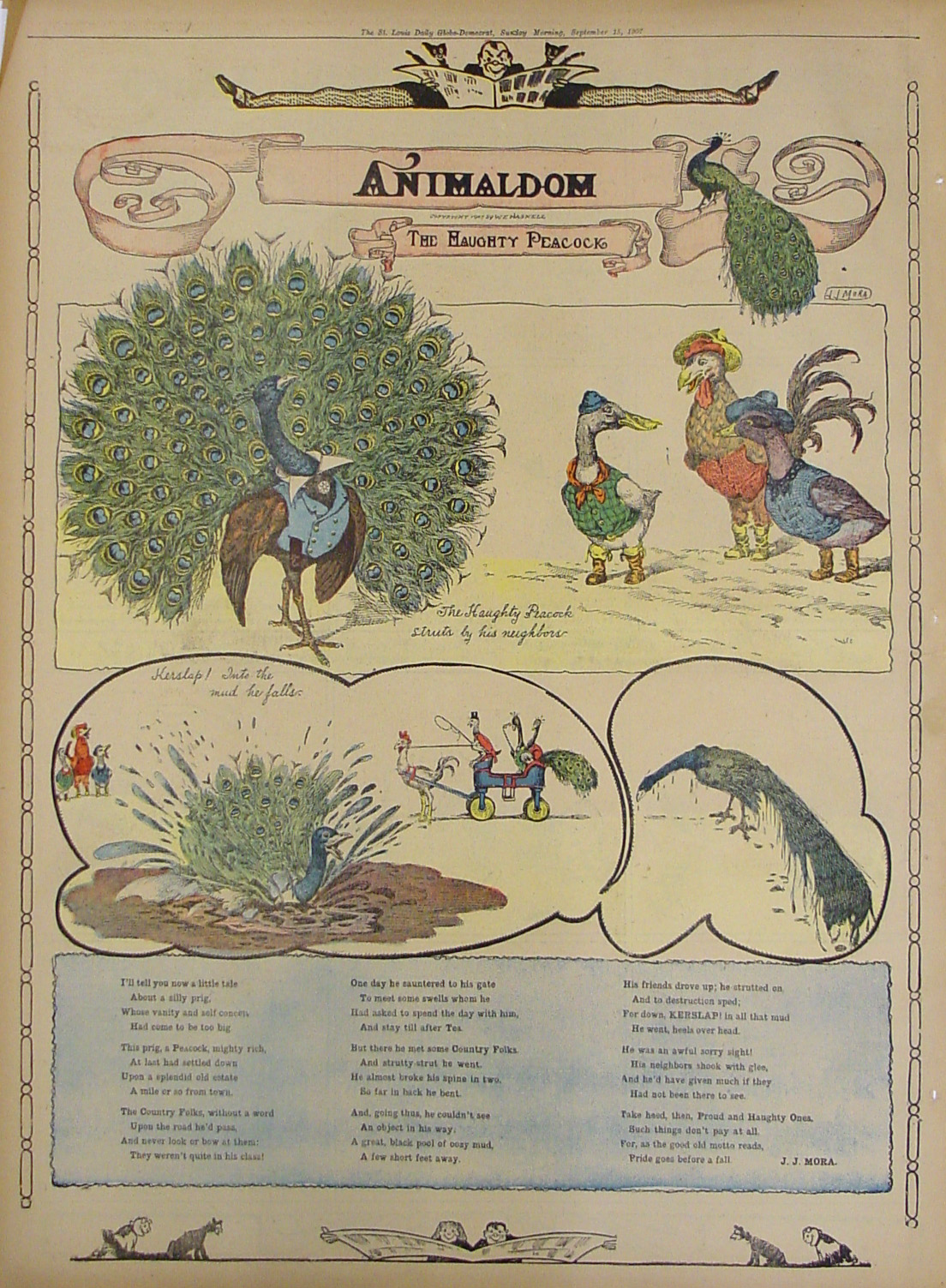
Номер комикса «Animaldom» (англ. Царство животных), публиковавшийся в газете «Boston Herald» с января 1907-го по январь 1908 года
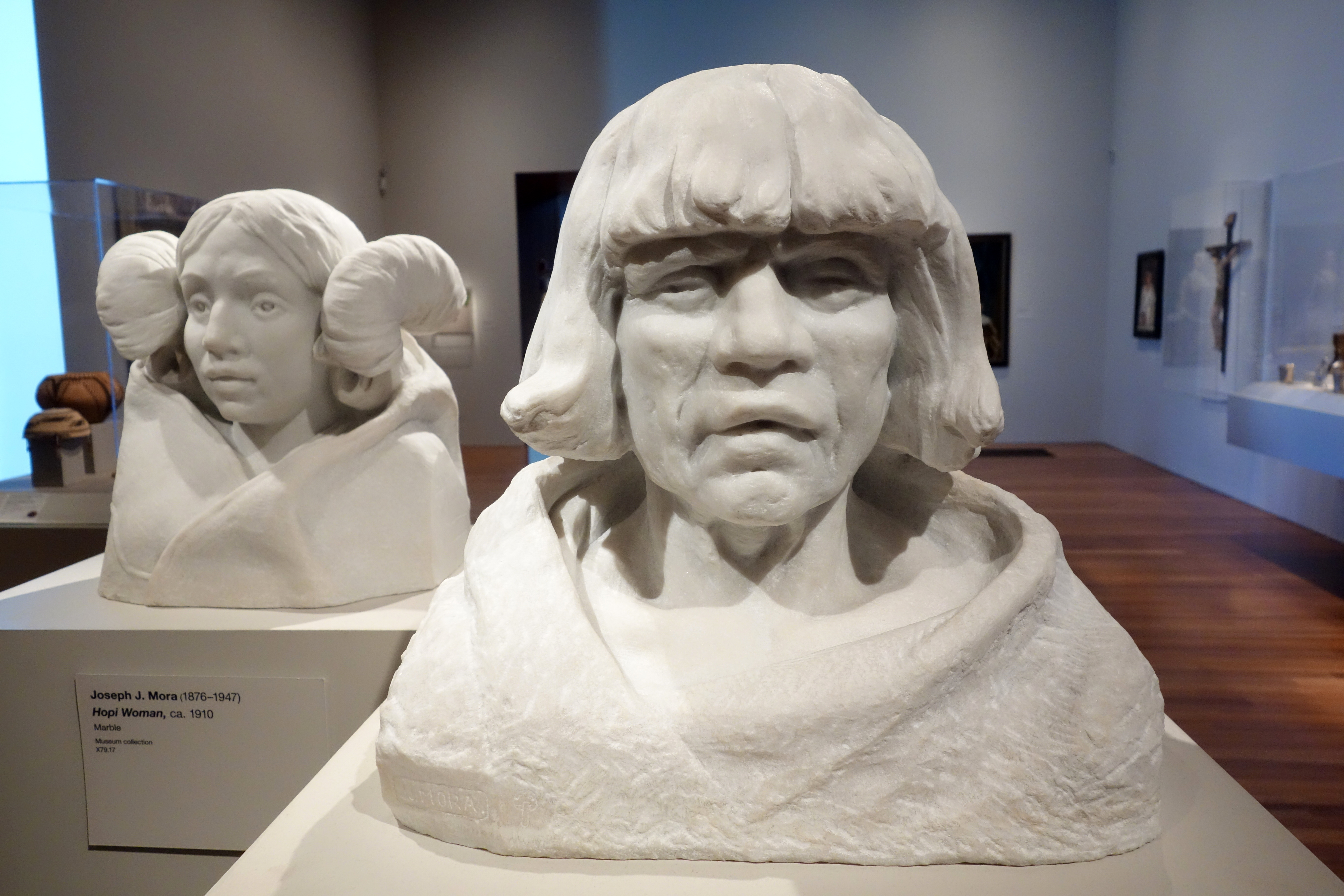
Скульптуры представителей хопи в музее де Янга
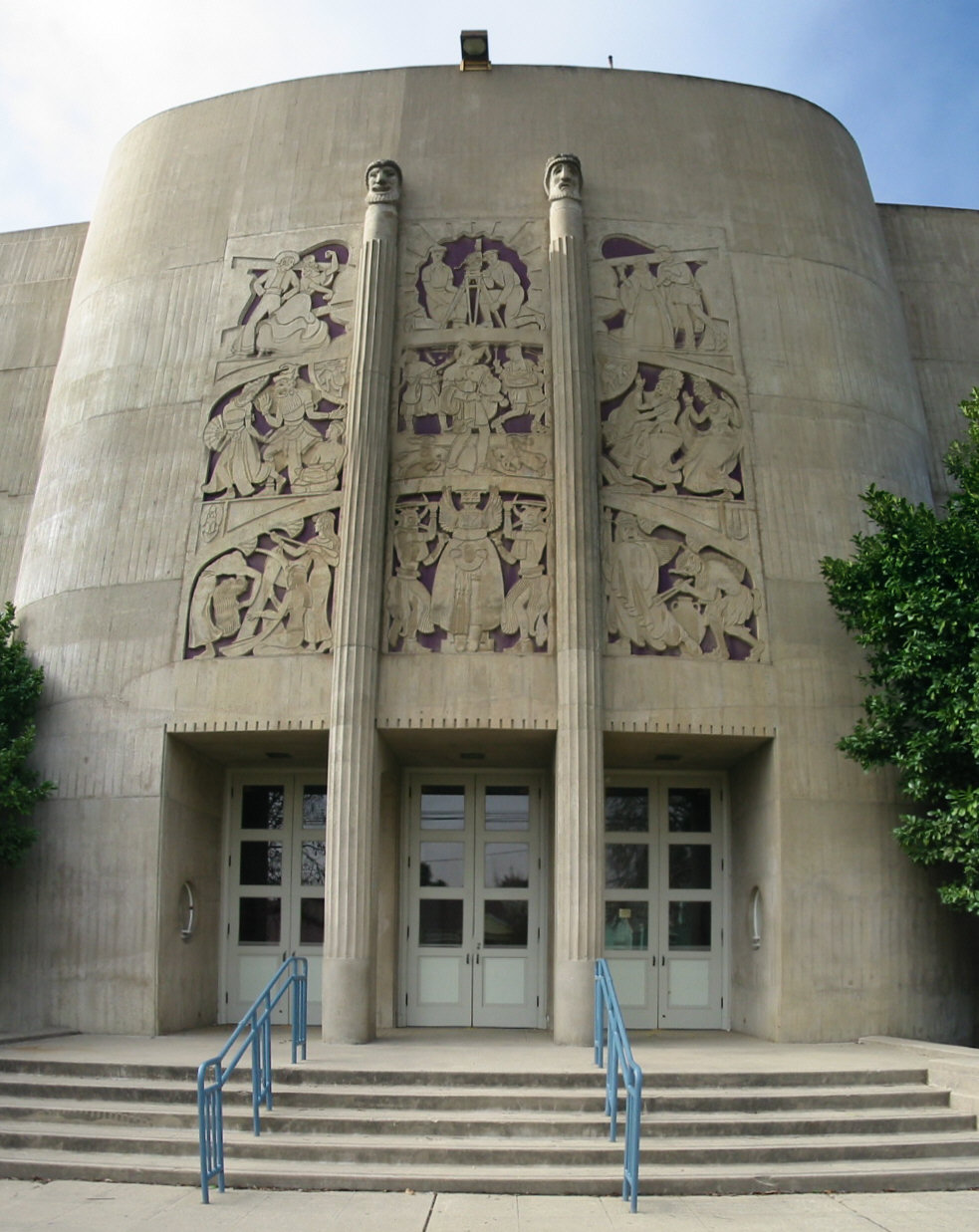
Здание King City High School в городе Кинг-Сити (округ Монтерей, Калифорния)
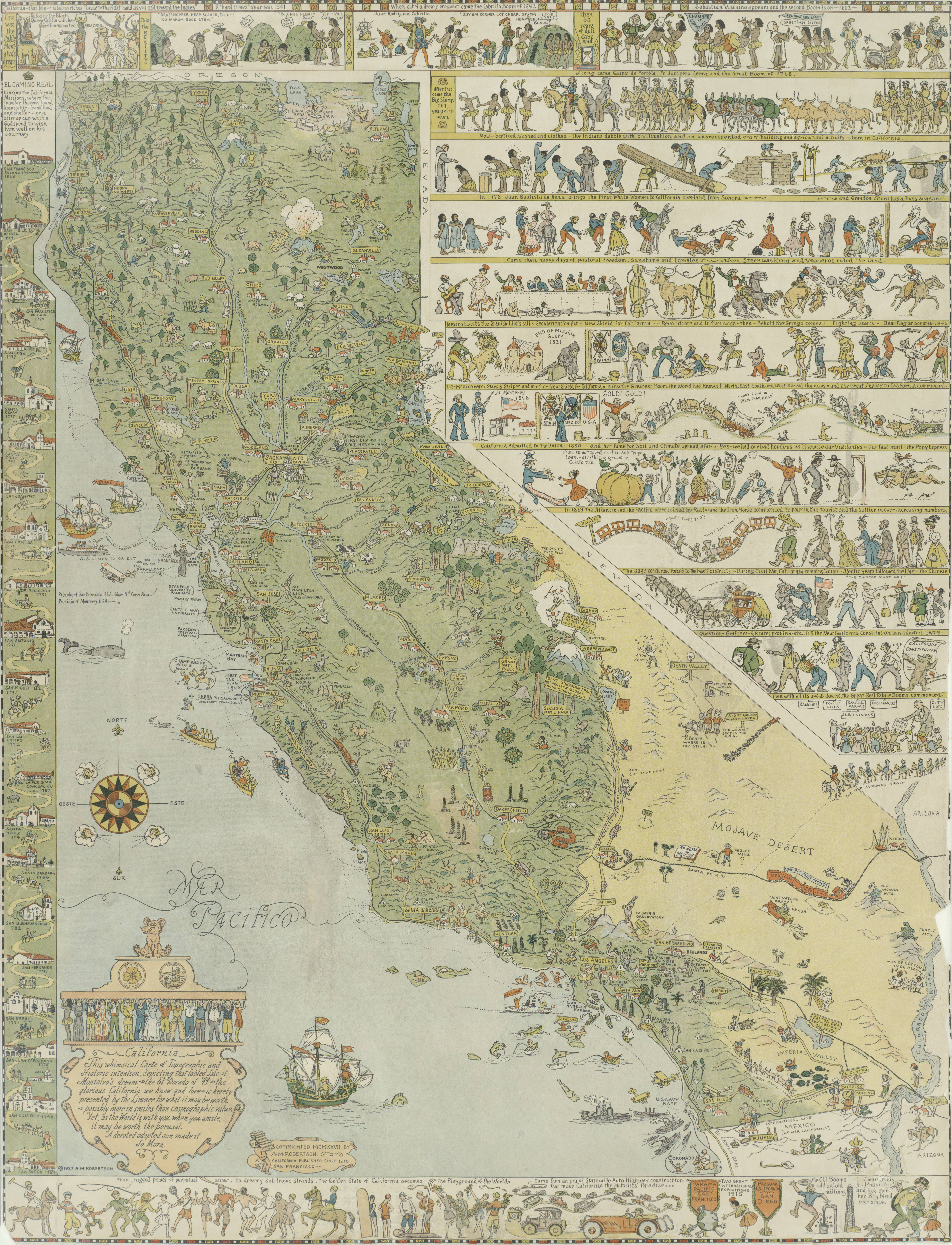
Карта Калифорнии кисти Моры